# أندرو ماكسويل (ممثل)
أندرو ماكسويل (من مواليد 3 ديسمبر 1974)،هو ممثل كوميدي وراوي أيرلندي، اشتهر برواية مسلسل الواقع Ex on the Beach الذي عرض على على قناة إم تي في.

## مسيرته المهنية
في عام 1992، ظهر ماكسويل في الكوميديا الارتجالية لأول مرة على مسرح قبو الكوميديا الدولي في دبلن، ومنذ عام 1995، ظل يظهر بشكل منتظم في برنامج Sunday Show على قناة بي بي سي تو. ظهر ماكسويل أيضا في البرنامج الصباحي RI:SE كمراسل للولايات المتحدة، وكضيف منتظم في البرنامج الحواري الأسبوعي على الطراز الكوميدي The Panel والذي عرض على القناة الأيرلندية RTÉ One من عام 2003 حتى عام 2011، كما ظهر بشكل منتظم في البرامج التلفزيونية البريطانية (Never Mind the Buzzcocks) و (Mock the Week)، وبرنامج (Secret Policeman's Ball) في عام 2006.
شارك ماكسويل في الحلقة الأيرلندية من المسلسل التاريخي "آل موراي: لماذا الجميع يكرهون الإنجليز" إلى جانب المضيف آل موراي في أكتوبر 2018. وحصل على لقب "ملك الكوميديا" في برنامج تلفزيون الواقع على القناة الرابعة. بالإضافة إلى ذلك، نالت براعته الكوميدية التقدير عندما ترشح لجائزة if.comedy لأفضل عرض في عام 2007.

## الحياة الشخصية
ماكسويل متزوج من المصرية ثريا منذ عام 2015؛ لدى الزوجين ثلاثة أطفال اعتبارًا من عام 2019. وهو من أنصار نادي ليفربول لكرة القدم.

## روابط خارجية
- اندرو ماكسويل على موقع IMDb (الإنجليزية)
- اندرو ماكسويل على موقع ميوزك برينز (الإنجليزية)
- اندرو ماكسويل على موقع قاعدة بيانات الفيلم (الإنجليزية)